# Prochoerodes forficularia
Prochoerodes forficularia là một loài bướm đêm trong họ Geometridae.